# Cumming (Géorgie)
Pour les articles homonymes, voir Cumming.
Cumming est une ville de Géorgie, aux États-Unis. Il s'agit du siège du comté de Forsyth.

## Démographie
| 1870 | 1880 | 1890 | 1900 | 1910 | 1920 |
| ---- | ---- | ---- | ---- | ---- | ---- |
| 267  | 250  | 356  | 239  | 305  | 607  |

| 1930 | 1940 | 1950  | 1960  | 1970  | 1980  |
| ---- | ---- | ----- | ----- | ----- | ----- |
| 648  | 958  | 1 264 | 1 561 | 2 031 | 2 094 |

| 1990  | 2000  | 2010  | - | - | - |
| ----- | ----- | ----- | - | - | - |
| 2 828 | 4 220 | 5 430 | - | - | - |